# Cyrestis hylas
Cyrestis hylas är en fjärilsart som beskrevs av Carl von Linné 1758. Cyrestis hylas ingår i släktet Cyrestis och familjen praktfjärilar. Inga underarter finns listade i Catalogue of Life.